# Ягоднинский район
Я́годнинский район — административно-территориальная единица (район) в Магаданской области России.
В рамках организации местного самоуправления в границах района функционирует Ягоднинский муниципальный округ (с 2015 до 2022 гг. — городской округ, с 2006 до 2015 гг. — муниципальный район).
Административный центр — посёлок городского типа Ягодное.

## География
Район расположен в центре Магаданской области. На юге район граничит с Хасынским, на севере — с Сусуманским, на западе — с Тенькинским, на востоке — со Среднеканским районами. Площадь района составляет около 29,6 тыс. км².
Крупнейшие реки района: Колыма, Дебин, Оротукан, Таскан, Бахапча, Конго.

## История
Ягоднинский район образован путём выделения из части Среднеканского района Указом Президиума Верховного совета СССР 3 декабря 1953 года вместе с Магаданской областью. Тогда его площадь составляла 64 тыс. км² с населением  около 43 тысяч человек в 119 населенных пунктах. В 1957 году в районе насчитывалось 103 поселка, которые входили в 8 поселковых советов: Аткинский, Мякитский, Оротуканский, Спорнинский, Дебинский, Ягоднинский, Верхне-Ат-Уряхский, образованные в 1953 году, Бурхалинский, выделенный из состава Ягоднинского в 1956 году, и 1 сельский Совет (Тасканский, образован в 1930 году). 30 декабря 1966 года Указом Президиума Верховного Совета РСФСР юго-восточная часть Ягоднинского района  (Аткинский и Мякитский поссоветы) была передана в новообразованный Хасынский район. В 1966 году из Тасканского сельсовета был выделен Эльгенский сельсовет, а в 1969 году создан Штурмовской поссовет, выделенный из Верхне-Ат-Уряхского поссовета.  К 1969 году территория Ягоднинского района составляла 47,4 тыс. км² с населением около 35 тысяч человек в 54 посёлках. В начале 1973 года в районе строительства Колымской ГЭС был образован Синегорский поссовет.  К 1975 году число населённых пунктов на территории района сократилось до 40, к 1989 году — до 25, к 2018 году — до 14. При этом благодаря развитию основных крупных рабочих посёлков численность населения с 1970 до 1989 года стала вновь расти и увеличилась с 32 тыс. до 50 тыс. жителей. В 1990-е годы в связи с упадком экономики и социального развития началось резкое падение численности населения района, сократившегося до 16 тыс. жителей к 2002 году и до 6 тыс. к 2021 году.

## Население
Район
| 1953    | 1959    | 1969    | 1970    | 1979    | 1985    | 1989    | 1995    |
| ------- | ------- | ------- | ------- | ------- | ------- | ------- | ------- |
| 43 000  | ↘35 645 | ↘35 000 | ↘32 415 | ↗44 343 | ↗51 500 | ↘50 174 | ↘33 155 |
| 2002    | 2009    | 2010    | 2011    | 2012    | 2013    | 2014    | 2015    |
| ↘15 833 | ↘10 640 | ↘9839   | ↘9748   | ↘9433   | ↘9114   | ↘8740   | ↘8461   |
| 2016    | 2017    | 2018    | 2019    | 2020    | 2021    | 2023    | 2024    |
| ↘8167   | ↘7848   | ↘7320   | ↘6916   | ↘6408   | ↘6238   | ↘6077   | ↘5934   |

Муниципальный (городской) округ
| 1953    | 1959    | 1969    | 1970    | 1979    | 1985    | 1989    | 1995    |
| ------- | ------- | ------- | ------- | ------- | ------- | ------- | ------- |
| 43 000  | ↘35 645 | ↘35 000 | ↘32 415 | ↗44 343 | ↗51 500 | ↘50 174 | ↘33 155 |
| 2002    | 2009    | 2010    | 2011    | 2012    | 2013    | 2014    | 2015    |
| ↘15 833 | ↘10 640 | ↘9839   | ↘9748   | ↘9433   | ↘9114   | ↘8740   | ↘8461   |
| 2016    | 2017    | 2018    | 2019    | 2020    | 2021    | 2023    | 2024    |
| ↘8167   | ↘7848   | ↘7320   | ↘6916   | ↘6408   | ↘6238   | ↘6077   | ↘5934   |

### Урбанизация

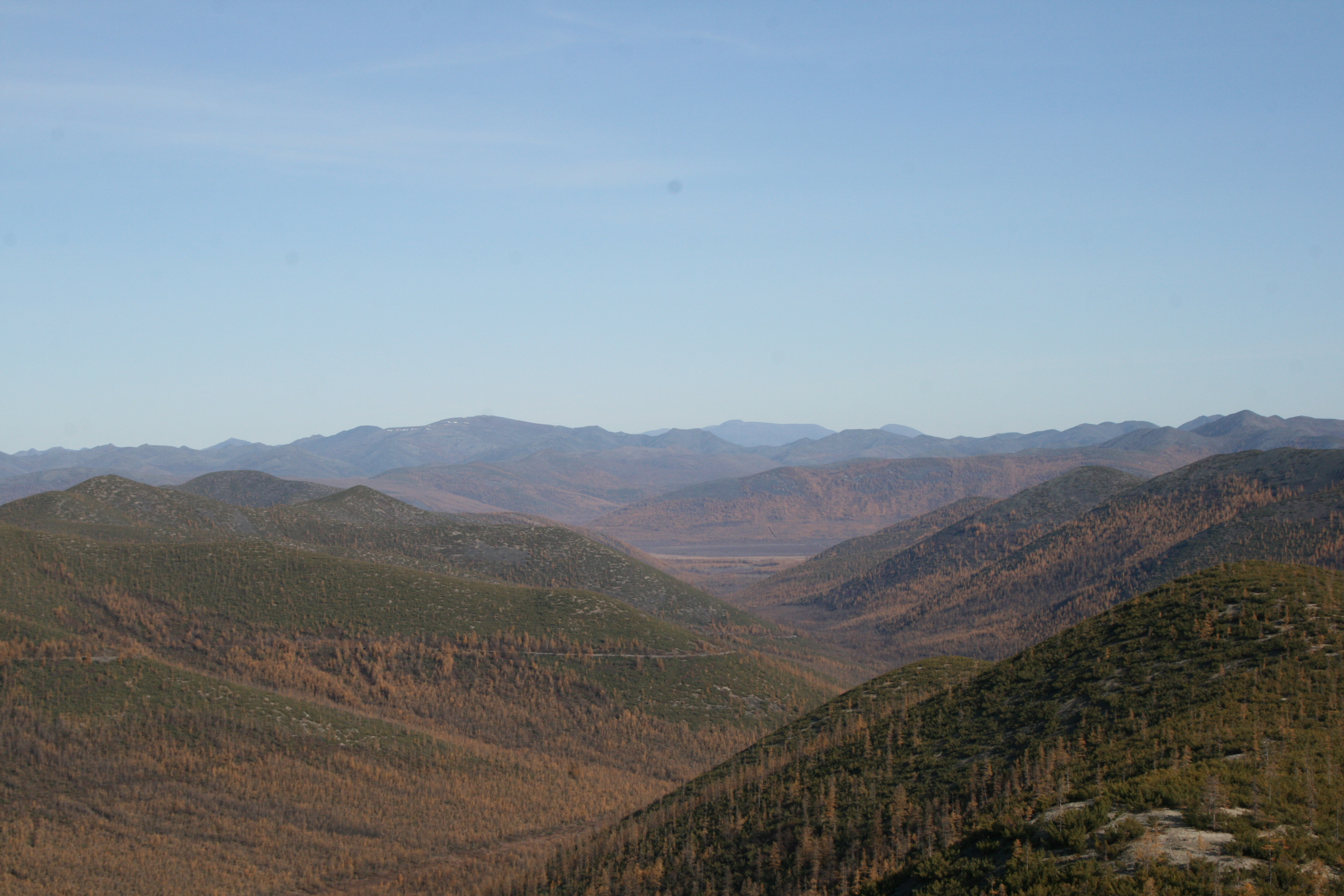
Подъём на Бурхалинский перевал со стороны Ягодного

Городское население (пгт Ягодное, Бурхала, Верхний Ат-Урях, Дебин, Оротукан и Синегорье) составляет 99,85 % от всего населения района (округа).

## Населённые пункты
В состав района (округа) входят 14 населённых пунктов, в том числе 6 городских населённых пунктов — посёлков городского типа (рабочих посёлков) —  и 8 сельских населённых пунктов:
| №  | Населённый пункт | Тип     | Население    |
| -- | ---------------- | ------- | ------------ |
| 1  | Ягодное          | пгт     | ↘2722 (2024) |
| 2  | Бурхала          | пгт     | ↘108 (2024)  |
| 3  | Верхний Ат-Урях  | пгт     | →0 (2023)    |
| 4  | Дебин            | пгт     | ↘447 (2024)  |
| 5  | Оротукан         | пгт     | ↗858 (2024)  |
| 6  | Синегорье        | пгт     | ↘1790 (2024) |
| 7  | имени Горького   | посёлок | →0 (2021)    |
| 8  | Полевой          | посёлок | ↗1 (2021)    |
| 9  | Сенокосный       | посёлок | ↘3 (2021)    |
| 10 | Спорное          | посёлок | →0 (2021)    |
| 11 | Стан Утиный      | посёлок | ↗2 (2021)    |
| 12 | Таскан           | село    | ↘0 (2021)    |
| 13 | Штурмовой        | посёлок | ↘3 (2021)    |
| 14 | Эльген           | село    | ↘2 (2021)    |

Преобразованные населённые пункты
Посёлок Спорное был посёлком городского типа (рабочим посёлком) с 1953 до 2011 гг.
Упразднённые населённые пункты:
- 2004 год — посёлки Аврора, Восток, Горный, Джергала, Калинина, Молодёжный, Пятилетка, Одинокий, Разведчик, Рыбный, Совнархозный, Тангара, Туманный, Усть-Таскан, Хатынгнах, Эсчан, Ясный, а также село Мылга[30].

- 2017 год — посёлки Ларюковая, Пролетарский и Речная[31].

## Муниципальное устройство
В рамках организации местного самоуправления в границах района функционирует Ягоднинский муниципальный округ (с 2015 до 2022 гг. — городской округ, с 2006 до 2015 гг. — муниципальный район).
С 2005 до 2011 гг. в существовавшем тогда муниципальном районе выделялись 6 муниципальных образований со статусом городского поселения, а также межселенная территория без какого-либо статуса муниципального образования.
В 2011 году городское поселение посёлок Спорное преобразовано в сельское поселение.
С 2011 до 2015 гг. в муниципальный район входили 6 муниципальных образований, в том числе 1 сельское и 5 городских поселений, а также межселенная территория без какого-либо статуса муниципального образования.
| №        | Муниципальное образование | Административный центр | Количество населённых пунктов | Население (чел.) |
| -------- | ------------------------- | ---------------------- | ----------------------------- | ---------------- |
| 1e-06    | Городские поселения:      |                        |                               |                  |
| 1        | посёлок Бурхала           | пгт Бурхала            | 2                             | 171 (2015)       |
| 2        | посёлок Дебин             | пгт Дебин              | 1                             | 682 (2015)       |
| 3        | посёлок Оротукан          | пгт Оротукан           | 2                             | 1143 (2015)      |
| 4        | посёлок Синегорье         | пгт Синегорье          | 1                             | 2501 (2015)      |
| 5        | посёлок Ягодное           | пгт Ягодное            | 2                             | 3926 (2015)      |
| 5.000002 | Сельское поселение:       |                        |                               |                  |
| 6        | посёлок Спорное           | посёлок Спорное        | 2                             | 0 (2021)         |
| 6.000003 | Межселенная территория:   |                        |                               |                  |
| 6.000004 | Межселенная территория    |                        | 7                             |                  |

В 2015 году было упразднено сельское поселение посёлок Спорное, а его территория (с посёлками Спорное и Стан Утиный) отнесена к межселенной территории Ягоднинского района.
В 2015 году все городские поселения были упразднены и вместе с муниципальным районом в рамках организации местного самоуправления преобразованы путём их объединения в Ягоднинский городской округ.
В рамках административно-территориального устройства продолжает выделяться Ягоднинский район.
К 1 января 2023 года городской округ преобразован в Ягоднинский муниципальный округ.

## Экономика
Экономика округа основана на использовании земель, богатств тайги, гидроэнергоресурсов (Колымская ГЭС), и в первую очередь минерального сырья.

### Здравоохранение
Ягоднинская центральная районная больница-районная больница находящиеся в пгт Ягодном